# Lista över fornlämningar i Ljungby kommun (Hamneda)
Lista över fornlämningar i Ljungby kommun (Hamneda) är en förteckning av ett urval av de fornlämningar som finns i Hamneda i Ljungby kommun.
| Namn                        | Lämningstyp                 | Tillkomsttid | Historisk indelning | Plats | Läge                 | ID-nr          | Bild                                      |
| --------------------------- | --------------------------- | ------------ | ------------------- | ----- | -------------------- | -------------- | ----------------------------------------- |
| Hamneda 2:1                 | Stenkammargrav              |              | Hamneda, Småland    |       | 56.664011, 13.907493 | 10071600020001 | Ladda upp en bild av detta fornminne      |
| Hamneda 3:1                 | Gravfält                    |              | Hamneda, Småland    |       | 56.663999, 13.910556 | 10071600030001 | Ladda upp en bild av detta fornminne      |
| Hamneda 5:1                 | Gravfält                    |              | Hamneda, Småland    |       | 56.669168, 13.912875 | 10071600050001 | Ladda upp en bild av detta fornminne      |
| Hamneda 6:1                 | Stenkammargrav              |              | Hamneda, Småland    |       | 56.661967, 13.913344 | 10071600060001 | Ladda upp en bild av detta fornminne      |
| Hamneda 11:1                | Hög                         |              | Hamneda, Småland    |       | 56.674230, 13.791069 | 10071600110001 | Ladda upp en bild av detta fornminne      |
| Hamneda 12:1                | Gravfält                    |              | Hamneda, Småland    |       | 56.669960, 13.812038 | 10071600120001 | Ladda upp en bild av detta fornminne      |
| Hamneda 13:1                | Gravfält                    |              | Hamneda, Småland    |       | 56.675862, 13.816359 | 10071600130001 | Ladda upp en bild av detta fornminne      |
| Hamneda 14:1                | Hög                         |              | Hamneda, Småland    |       | 56.672248, 13.809351 | 10071600140001 | Ladda upp en bild av detta fornminne      |
| Hamneda 14:2                | Hög                         |              | Hamneda, Småland    |       | 56.672332, 13.809669 | 10071600140002 | Ladda upp en bild av detta fornminne      |
| Hamneda 14:3                | Hög                         |              | Hamneda, Småland    |       | 56.672130, 13.809555 | 10071600140003 | Ladda upp en bild av detta fornminne      |
| Hamneda 16:1                | Hög                         |              | Hamneda, Småland    |       | 56.665714, 13.763471 | 10071600160001 | Ladda upp en bild av detta fornminne      |
| Hamneda 18:1                | Stenkammargrav              |              | Hamneda, Småland    |       | 56.643208, 13.846830 | 10071600180001 | Ladda upp en bild av detta fornminne      |
| Hamneda 18:2                | Stenkammargrav              |              | Hamneda, Småland    |       | 56.643131, 13.846459 | 10071600180002 | Ladda upp en bild av detta fornminne      |
| Hamneda 19:1                | Stenkammargrav              |              | Hamneda, Småland    |       | 56.656454, 13.926252 | 10071600190001 | Ladda upp en bild av detta fornminne      |
| Hamneda 20:1                | Stenkammargrav              |              | Hamneda, Småland    |       | 56.658725, 13.927035 | 10071600200001 | Ladda upp en bild av detta fornminne      |
| Hamneda 21:1                | Stenkammargrav              |              | Hamneda, Småland    |       | 56.651708, 13.873557 | 10071600210001 | Ladda upp en bild av detta fornminne      |
| Hamneda 22:1                | Stenkammargrav              |              | Hamneda, Småland    |       | 56.645113, 13.893902 | 10071600220001 | Ladda upp en bild av detta fornminne      |
| Hamneda 22:2                | Stenkammargrav              |              | Hamneda, Småland    |       | 56.644990, 13.893792 | 10071600220002 | Ladda upp en bild av detta fornminne      |
| Hamneda 23:1                | Stenkammargrav              |              | Hamneda, Småland    |       | 56.648550, 13.922814 | 10071600230001 | Ladda upp en bild av detta fornminne      |
| Hamneda 24:1                | Stenkammargrav              |              | Hamneda, Småland    |       | 56.653700, 13.921755 | 10071600240001 | Ladda upp en bild av detta fornminne      |
| Hamneda 25:1                | Stenkammargrav              |              | Hamneda, Småland    |       | 56.628681, 13.873736 | 10071600250001 | Ladda upp en bild av detta fornminne      |
| Hamneda 26:1                | Stenkammargrav              |              | Hamneda, Småland    |       | 56.637578, 13.939175 | 10071600260001 | Ladda upp en bild av detta fornminne      |
| Hamneda 27:1                | Stenkammargrav              |              | Hamneda, Småland    |       | 56.668476, 13.933121 | 10071600270001 | Ladda upp en bild av detta fornminne      |
| Jättabacken (Hamneda 28:1)  | Röse                        |              | Hamneda, Småland    |       | 56.644933, 13.953930 | 10071600280001 | Ladda upp en bild av detta fornminne      |
| Hamneda 31:1                | Stenkrets                   |              | Hamneda, Småland    |       | 56.674177, 13.823049 | 10071600310001 | Ladda upp en bild av detta fornminne      |
| Hamneda 31:2                | Stensättning                |              | Hamneda, Småland    |       | 56.674285, 13.823121 | 10071600310002 | Ladda upp en bild av detta fornminne      |
| Hamneda 31:3                | Stensättning                |              | Hamneda, Småland    |       | 56.674344, 13.823310 | 10071600310003 | Ladda upp en bild av detta fornminne      |
| Hamneda 32:1                | Hög                         |              | Hamneda, Småland    |       | 56.659184, 13.804668 | 10071600320001 | Ladda upp en bild av detta fornminne      |
| Hamneda 34:1                | Stensättning                |              | Hamneda, Småland    |       | 56.657793, 13.927250 | 10071600340001 | Ladda upp en bild av detta fornminne      |
| Hamneda 34:2                | Stensättning                |              | Hamneda, Småland    |       | 56.657898, 13.927191 | 10071600340002 | Ladda upp en bild av detta fornminne      |
| Hamneda 35:1                | Stenkammargrav              |              | Hamneda, Småland    |       | 56.681782, 13.924446 | 10071600350001 | Ladda upp en bild av detta fornminne      |
| Hövenabacken (Hamneda 37:1) | Hög                         |              | Hamneda, Småland    |       | 56.677238, 13.861581 | 10071600370001 | Ladda upp en bild av detta fornminne      |
| Hamneda 39:1                | Stenkammargrav              |              | Hamneda, Småland    |       | 56.691318, 13.870986 | 10071600390001 | Ladda upp en bild av detta fornminne      |
| Hamneda 41:1                | Gravfält                    |              | Hamneda, Småland    |       | 56.697886, 13.860051 | 10071600410001 | Ladda upp en bild av detta fornminne      |
| Hamneda 41:2                | Runristning                 |              | Hamneda, Småland    |       | 56.697972, 13.860455 | 10071600410002 | Ladda upp en till bild av detta fornminne |
| Hamneda 41:3                | Runristning                 |              | Hamneda, Småland    |       | 56.697866, 13.860446 | 10071600410003 | Ladda upp en till bild av detta fornminne |
| Sunnerborg (Hamneda 42:1)   | Borg                        |              | Hamneda, Småland    |       | 56.685525, 13.860486 | 10071600420001 | Ladda upp en bild av detta fornminne      |
| Hamneda 43:1                | Gravfält                    |              | Hamneda, Småland    |       | 56.697010, 13.857876 | 10071600430001 | Ladda upp en bild av detta fornminne      |
| Hamneda 44:1                | Kyrka/kapell                |              | Hamneda, Småland    |       | 56.697813, 13.847232 | 10071600440001 | Ladda upp en bild av detta fornminne      |
| Hamneda 44:2                | Borg                        |              | Hamneda, Småland    |       | 56.697670, 13.847333 | 10071600440002 | Ladda upp en bild av detta fornminne      |
| Hamneda 44:3                | Begravningsplats            |              | Hamneda, Småland    |       | 56.697729, 13.847099 | 10071600440003 | Ladda upp en bild av detta fornminne      |
| Hamneda 46:1                | Grav markerad av sten/block |              | Hamneda, Småland    |       | 56.703490, 13.849124 | 10071600460001 | Ladda upp en bild av detta fornminne      |
| Hamneda 47:1                | Gravfält                    |              | Hamneda, Småland    |       | 56.706791, 13.850284 | 10071600470001 | Ladda upp en bild av detta fornminne      |
| Hamneda 48:1                | Hög                         |              | Hamneda, Småland    |       | 56.709366, 13.850542 | 10071600480001 | Ladda upp en bild av detta fornminne      |
| Hamneda 49:1                | Grav markerad av sten/block |              | Hamneda, Småland    |       | 56.700555, 13.852803 | 10071600490001 | Ladda upp en bild av detta fornminne      |
| Hamneda 49:2                | Grav markerad av sten/block |              | Hamneda, Småland    |       | 56.700394, 13.852747 | 10071600490002 | Ladda upp en bild av detta fornminne      |
| Hamneda 49:3                | Hög                         |              | Hamneda, Småland    |       | 56.700349, 13.852880 | 10071600490003 | Ladda upp en bild av detta fornminne      |
| Hamneda 53:1                | Stenkammargrav              |              | Hamneda, Småland    |       | 56.736123, 13.865106 | 10071600530001 | Ladda upp en bild av detta fornminne      |
| Hamneda 55:1                | Gravfält                    |              | Hamneda, Småland    |       | 56.745851, 13.874678 | 10071600550001 | Ladda upp en bild av detta fornminne      |
| Hamneda 63:1                | Gravfält                    |              | Hamneda, Småland    |       | 56.739044, 13.882985 | 10071600630001 | Ladda upp en bild av detta fornminne      |
| Hamneda 64:1                | Gravfält                    |              | Hamneda, Småland    |       | 56.739547, 13.878699 | 10071600640001 | Ladda upp en bild av detta fornminne      |
| Hamneda 65:1                | Stensättning                |              | Hamneda, Småland    |       | 56.737287, 13.875056 | 10071600650001 | Ladda upp en bild av detta fornminne      |
| Hamneda 77:2                | Stensättning                |              | Hamneda, Småland    |       | 56.691149, 13.832572 | 10071600770002 | Ladda upp en bild av detta fornminne      |
| Hamneda 77:3                | Stensättning                |              | Hamneda, Småland    |       | 56.691000, 13.832414 | 10071600770003 | Ladda upp en bild av detta fornminne      |
| Hamneda 77:4                | Stensättning                |              | Hamneda, Småland    |       | 56.690897, 13.832366 | 10071600770004 | Ladda upp en bild av detta fornminne      |
| Hamneda 77:5                | Stensättning                |              | Hamneda, Småland    |       | 56.690865, 13.831931 | 10071600770005 | Ladda upp en bild av detta fornminne      |
| Hamneda 77:6                | Stensättning                |              | Hamneda, Småland    |       | 56.690896, 13.831103 | 10071600770006 | Ladda upp en bild av detta fornminne      |
| Hamneda 77:7                | Stensättning                |              | Hamneda, Småland    |       | 56.691033, 13.830419 | 10071600770007 | Ladda upp en bild av detta fornminne      |
| Hamneda 77:8                | Stensättning                |              | Hamneda, Småland    |       | 56.690327, 13.830706 | 10071600770008 | Ladda upp en bild av detta fornminne      |
| Hamneda 77:9                | Stensättning                |              | Hamneda, Småland    |       | 56.690250, 13.830271 | 10071600770009 | Ladda upp en bild av detta fornminne      |
| Hamneda 77:10               | Stensättning                |              | Hamneda, Småland    |       | 56.690137, 13.830071 | 10071600770010 | Ladda upp en bild av detta fornminne      |
| Hamneda 77:11               | Stensättning                |              | Hamneda, Småland    |       | 56.689752, 13.831074 | 10071600770011 | Ladda upp en bild av detta fornminne      |
| Hamneda 79:1                | Röse                        |              | Hamneda, Småland    |       | 56.684766, 13.834997 | 10071600790001 | Ladda upp en bild av detta fornminne      |
| Hamneda 81:1                | Stensättning                |              | Hamneda, Småland    |       | 56.678583, 13.828424 | 10071600810001 | Ladda upp en bild av detta fornminne      |
| Hamneda 85:1                | Stensättning                |              | Hamneda, Småland    |       | 56.672528, 13.821220 | 10071600850001 | Ladda upp en bild av detta fornminne      |
| Hamneda 88:1                | Stensättning                |              | Hamneda, Småland    |       | 56.662287, 13.812594 | 10071600880001 | Ladda upp en bild av detta fornminne      |
| Hamneda 88:2                | Stensättning                |              | Hamneda, Småland    |       | 56.662230, 13.812920 | 10071600880002 | Ladda upp en bild av detta fornminne      |
| Hamneda 90:1                | Stensättning                |              | Hamneda, Småland    |       | 56.658273, 13.807445 | 10071600900001 | Ladda upp en bild av detta fornminne      |
| Hamneda 91:1                | Stensättning                |              | Hamneda, Småland    |       | 56.632776, 13.791828 | 10071600910001 | Ladda upp en bild av detta fornminne      |
| Hamneda 93:1                | Stenkammargrav              |              | Hamneda, Småland    |       | 56.704405, 13.870826 | 10071600930001 | Ladda upp en bild av detta fornminne      |
| Hamneda 107:1               | Hög                         |              | Hamneda, Småland    |       | 56.740618, 13.864622 | 10071601070001 | Ladda upp en bild av detta fornminne      |
| Hamneda 107:2               | Stensättning                |              | Hamneda, Småland    |       | 56.740516, 13.864548 | 10071601070002 | Ladda upp en bild av detta fornminne      |
| Hamneda 119:1               | Stensättning                |              | Hamneda, Småland    |       | 56.687713, 13.875111 | 10071601190001 | Ladda upp en bild av detta fornminne      |
| Hamneda 129:1               | Stensättning                |              | Hamneda, Småland    |       | 56.705424, 13.855729 | 10071601290001 | Ladda upp en bild av detta fornminne      |
| Hamneda 129:2               | Hög                         |              | Hamneda, Småland    |       | 56.705307, 13.855606 | 10071601290002 | Ladda upp en bild av detta fornminne      |
| Hamneda 140:1               | Röse                        |              | Hamneda, Småland    |       | 56.677449, 13.881279 | 10071601400001 | Ladda upp en bild av detta fornminne      |
| Hamneda 143:1               | Röse                        |              | Hamneda, Småland    |       | 56.670699, 13.902865 | 10071601430001 | Ladda upp en bild av detta fornminne      |
| Hamneda 153:1               | Röse                        |              | Hamneda, Småland    |       | 56.723858, 13.867707 | 10071601530001 | Ladda upp en bild av detta fornminne      |
| Hamneda 155:1               | Stensättning                |              | Hamneda, Småland    |       | 56.699968, 13.831428 | 10071601550001 | Ladda upp en bild av detta fornminne      |
| Hamneda 155:2               | Stensättning                |              | Hamneda, Småland    |       | 56.699791, 13.831605 | 10071601550002 | Ladda upp en bild av detta fornminne      |
| Hamneda 156:1               | Stensättning                |              | Hamneda, Småland    |       | 56.721219, 13.864475 | 10071601560001 | Ladda upp en bild av detta fornminne      |
| Hamneda 166:1               | Stenkammargrav              |              | Hamneda, Småland    |       | 56.644933, 13.837374 | 10071601660001 | Ladda upp en bild av detta fornminne      |
| Hamneda 176:1               | Röse                        |              | Hamneda, Småland    |       | 56.711313, 13.903231 | 10071601760001 | Ladda upp en bild av detta fornminne      |
| Hamneda 184:1               | Röse                        |              | Hamneda, Småland    |       | 56.644955, 13.817683 | 10071601840001 | Ladda upp en bild av detta fornminne      |
| Hamneda 212:1               | Hög                         |              | Hamneda, Småland    |       | 56.690479, 13.836460 | 10071602120001 | Ladda upp en bild av detta fornminne      |
| Hamneda 212:2               | Stensättning                |              | Hamneda, Småland    |       | 56.690300, 13.836950 | 10071602120002 | Ladda upp en bild av detta fornminne      |
| Hamneda 220:1               | Stenkammargrav              |              | Hamneda, Småland    |       | 56.613220, 13.827790 | 10071602200001 | Ladda upp en bild av detta fornminne      |
| Hamneda 224:1               | Stensättning                |              | Hamneda, Småland    |       | 56.607535, 13.838297 | 10071602240001 | Ladda upp en bild av detta fornminne      |
| Hamneda 238:1               | Stensättning                |              | Hamneda, Småland    |       | 56.623798, 13.778874 | 10071602380001 | Ladda upp en bild av detta fornminne      |
| Hamneda 250:1               | Stensättning                |              | Hamneda, Småland    |       | 56.664753, 13.818469 | 10071602500001 | Ladda upp en bild av detta fornminne      |
| Hamneda 251:1               | Stenkammargrav              |              | Hamneda, Småland    |       | 56.637785, 13.938341 | 10071602510001 | Ladda upp en bild av detta fornminne      |
| Hamneda 284:1               | Lägenhetsbebyggelse         |              | Hamneda, Småland    |       | 56.703876, 13.840253 | 10071602840001 | Ladda upp en bild av detta fornminne      |
| Hamneda 292:1               | Stensättning                |              | Hamneda, Småland    |       | 56.690224, 13.823648 | 10071602920001 | Ladda upp en bild av detta fornminne      |
| Hamneda 293:1               | Röse                        |              | Hamneda, Småland    |       | 56.698663, 13.818651 | 10071602930001 | Ladda upp en bild av detta fornminne      |
| Hamneda 293:2               | Stensättning                |              | Hamneda, Småland    |       | 56.698545, 13.819436 | 10071602930002 | Ladda upp en bild av detta fornminne      |
| Hamneda 296:1               | Stensättning                |              | Hamneda, Småland    |       | 56.723818, 13.827512 | 10071602960001 | Ladda upp en bild av detta fornminne      |
| Hamneda 298:1               | Röse                        |              | Hamneda, Småland    |       | 56.715341, 13.827700 | 10071602980001 | Ladda upp en bild av detta fornminne      |
| Hamneda 314:1               | Röse                        |              | Hamneda, Småland    |       | 56.667976, 13.860890 | 10071603140001 | Ladda upp en bild av detta fornminne      |
| Hamneda 317:1               | Stensättning                |              | Hamneda, Småland    |       | 56.692042, 13.825296 | 10071603170001 | Ladda upp en bild av detta fornminne      |
| Hamneda 319:1               | Stensättning                |              | Hamneda, Småland    |       | 56.660956, 13.808649 | 10071603190001 | Ladda upp en bild av detta fornminne      |
| Hamneda 320:1               | Stensättning                |              | Hamneda, Småland    |       | 56.658946, 13.808045 | 10071603200001 | Ladda upp en bild av detta fornminne      |
| Hamneda 323:1               | Stensättning                |              | Hamneda, Småland    |       | 56.677859, 13.799705 | 10071603230001 | Ladda upp en bild av detta fornminne      |